# Ersparniskasse Affoltern i.E.
Die Ersparniskasse Affoltern i. E. AG ist eine im Emmental verankerte, 1873 gegründete Schweizer Regionalbank. Neben ihrem Hauptsitz in Affoltern im Emmental verfügt die Bank über eine Zweigstelle im nahe gelegenen, zur Gemeinde Walterswil gehörenden, Schmidigen-Mühleweg.
Ihr Tätigkeitsgebiet liegt im Retail Banking, im Hypothekargeschäft und im Bankgeschäft mit kleinen und mittleren Unternehmen. Die Ersparniskasse Affoltern i. E. beschäftigt neun Mitarbeiter und hatte per Ende 2009 eine Bilanzsumme von 212,9 Millionen Schweizer Franken. Sie ist als selbständige Regionalbank der RBA-Holding angeschlossen.